# Symbrenthia atta
Symbrenthia atta är en fjärilsart som beskrevs av Hans Fruhstorfer 1904. Symbrenthia atta ingår i släktet Symbrenthia och familjen praktfjärilar. Inga underarter finns listade i Catalogue of Life.